# Wiener Schulreform

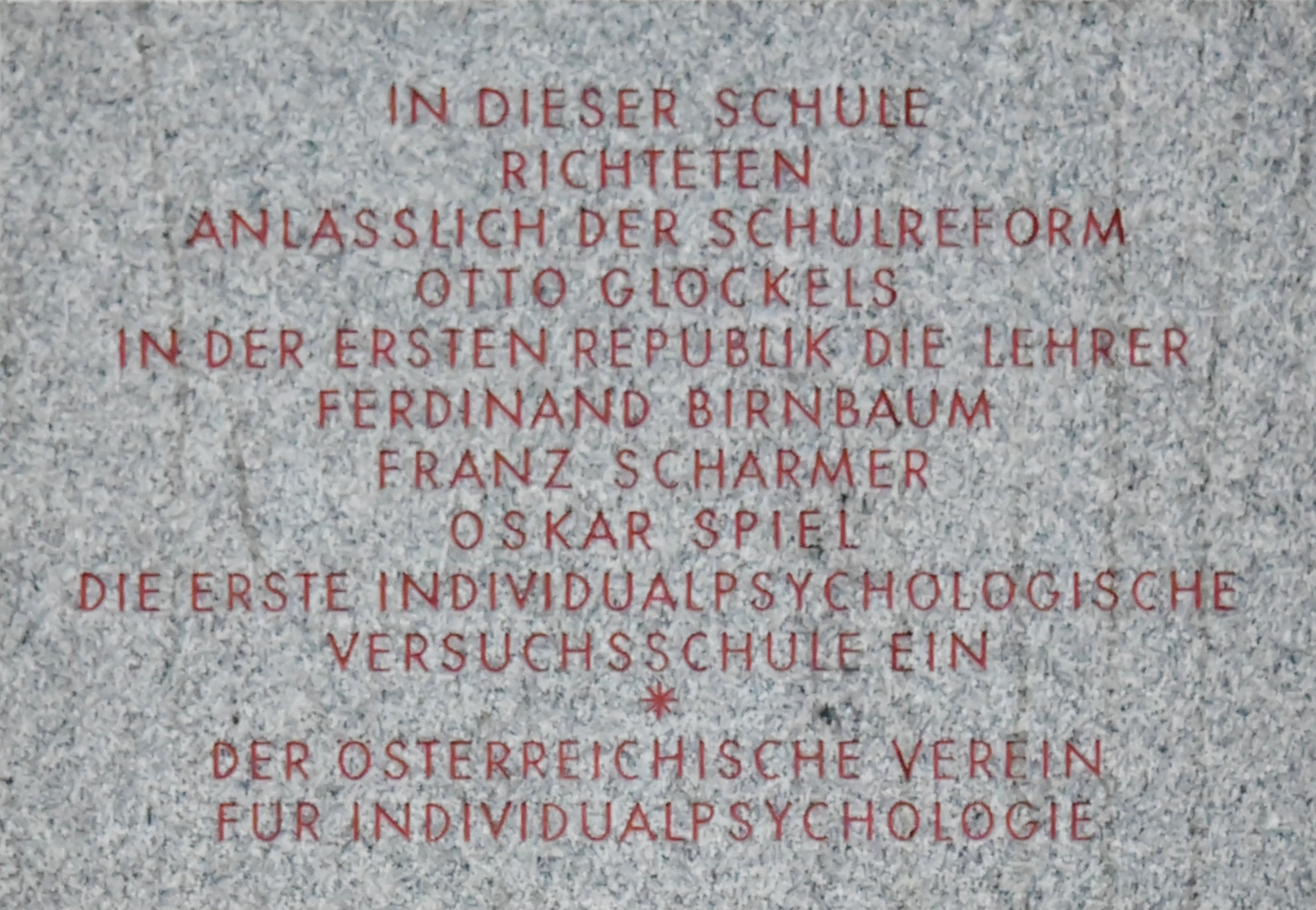
Gedenktafel für die erste Individualpsychologische Versuchsschule in Wien-Brigittenau

Die Wiener Schulreform  umfasst die sozialdemokratische Schulreform in Österreich von 1919 bis 1920 und ihre Weiterentwicklung im Roten Wien bis 1934. Die nachweisbar erste Verwendung des Begriffs ist ein Vortrag des Wiener Stadtrats Paul Speiser mit dem Titel „Die Wiener Schulreform“ am 5. Oktober 1919 im Café Währingerhof.
Die Wiener Schulreform gilt als eines der wichtigsten Reformprojekte in der ersten Hälfte des 20. Jahrhunderts. Mit Hilfe von Schule und Erziehung sollte ein neuer Mensch geschaffen werden, der die Zwänge des 19. Jahrhunderts hinter sich lassen würde. Treibende Kraft war Otto Glöckel, als österreichischer Unterrichtsminister (1919–1920) und als Leiter des Wiener Stadtschulrates.

## Gesellschaftliche Bedingungen
Die Sozial- und Bildungspolitik im „Roten Wien“ der Ersten Republik Österreichs befand sich in einer Aufbruchstimmung: Neben der Schulreform wurde das Volksbildungswesen ausgebaut, Kindergärten und Horte geschaffen und erstmals Erziehungsberatungsstellen eingerichtet. Dabei stellte sich die Frage nach einer praxisnahen Psychologie und Pädagogik und einer Neuorientierung der Psychologie der Schülerpersönlichkeit. Bisher waren die angehenden Lehrer nach der Psychologie Johann Friedrich Herbarts, Wilhelm Wundts und Hermann Ebbinghaus ausgebildet worden, die jedoch den Forderungen der neuen Lehrpläne, auf die Eigenart der Schüler Rücksicht zu nehmen, nicht genügen konnten. In die pädagogische Theorie und Praxis flossen deshalb immer mehr die Erkenntnisse der Tiefenpsychologie ein.

## Theoretische Grundlagen
Neben Beiträgen der Wiener Schule der Psychologie unter Karl und Charlotte Bühler und den psychoanalytisch orientierten Pädagogen wie August Aichhorn war die Wiener Schulreform hauptsächlich das Werk der Individualpsychologie Alfred Adlers. Die Individualpsychologie mit ihrem zentralen Begriff Gemeinschaftsgefühl entsprach dem Bedarf der sozialdemokratischen Schulreformer an praktisch anwendbarem pädagogischem und psychologischem Wissen im Erziehungsbereich und unterstützte deren reformpädagogische Konzepte.

## Erziehungsziel
Das wichtigste Ziel der Wiener Schulreform war die Schaffung eines der neuen demokratischen Republik angemessenen Schulsystems mit demokratischem Erziehungsstil,  Gemeinschaftsgesinnung und gleichen Bildungschancen für alle Kinder unabhängig von Geschlecht und Herkunft.

## Schulorganisation
Im Zuge der Reform wurden die Schulverwaltungen demokratisiert, der Lehrbetrieb modernisiert, die Lehrpläne überarbeitet, die Lehrerausbildung erneuert und Ansätze einer Schülerselbstverwaltung verwirklicht. Der Volksschulunterricht umfasste die drei Prinzipien: Arbeitsunterricht (Arbeitsschule), Gesamtunterricht und Bodenständigkeit. Die innere Schulreform baute auf der psychologischen Forschung über die Kinderseele auf. Der Religionsunterricht wurde fakultativ. Die Herausgabe einer Reihe neuer Bücher begründete den Ruf der „Wiener Schulbuchkultur“.
Das von Otto Glöckel verkündete Schulerneuerungsprogramms (Leitsätze, 1920), sah eine gemeinsame Schule für alle 10- bis 14-Jährigen vor (Allgemeine Mittelschule). Die Einheitsschule ist bis heute einer der Hauptstreitpunkte in der Bildungspolitik zwischen dem sozialdemokratischen und dem konservativen Lager (Gesamtschule).

## Individualpsychologie und Schulreform
Viele der leitenden Erzieher, Schuladministratoren, Lehrer, Sozialarbeiter und Sozialwissenschaftler wandten die Individualpsychologie in Theorie und Praxis an. Im Mittelschulbereich war Carl Furtmüller, ein Freund Adlers, tätig, der auch enger Mitarbeiter in Glöckels Reformabteilung war. Bei der Haupt- und Volksschule waren die  individualpsychologisch ausgebildeten Lehrer Ferdinand Birnbaum, Oskar Spiel  und Regine Seidler engagiert. Die Individualpsychologie eignete sich in der Pädagogik besonders für die Beurteilung der Schülerpersönlichkeit und das Erkennen und Korrigieren von Fehlhaltungen. Anstatt Verbot und Strafe förderte sie das Verständnis für die Fehlhaltungen der Schüler und die dahinter verborgenen Lebensleitlinien, um eine adäquate Hilfestellung durch die Lehrer überhaupt zu ermöglichen. Am neu geschaffenen Pädagogischen Institut der Stadt Wien hielt Adler  von 1923 bis 1926 wöchentliche Vorlesungen zum Thema „Schwererziehbare Kinder“. Bei den „Bezirksschullehrerkonferenzen“ von 1921 bis 1932 wurden  regelmäßig individualpsychologische Themen wie „Die Schulklasse eine Arbeits- und Lebensgemeinschaft“ behandelt.
Im Rahmen des Versuchsschulwesens zur Erprobung neuer Lehrmethoden wurde 1931 von der Stadt Wien eine individualpsychologische Hauptschule eröffnet. Die Individualpsychologen Ferdinand Birnbaum, Franz Scharmer und Oskar Spiel förderten dort die Arbeits- und Gemeinschaftserziehung. Eine ihrer Neuerungen war die Einführung der „Klassenbesprechungen“. Die neuen Schulpsychologen- und Erziehungsberatungsstellen wurden von individualpsychologisch ausgebildeten Ärzten und Pädagogen gemeinsam betrieben. Im Schloss Schönbrunn bestand unter der Leitung von Otto Felix Kanitz von 1919 bis 1924 die Schönbrunner Erzieherschule, eine pädagogische Ausbildungseinrichtung der damaligen österreichischen Kinderfreunde.

## Verbreitung
In Bayern wirkten die Individualpsychologen und Schulreformer Alfons Simon (1897–1975)  und Kurt Seelmann (1900–1987). In der Schweiz versuchte der Lehrer Hans Zulliger (1893–1965) die Psychoanalyse auf den Schulalltag zu übertragen.
Nationalsozialismus und Zweiter Weltkrieg brachten die Reformbewegung zum Erliegen. Sie erholte sich danach nie mehr richtig. Individualpsychologische Ansätze, die Schulreformbewegung wieder zu beleben, gab es in der Nachkriegszeit in Österreich durch Oskar Spiel mit einer Versuchsschule und in der Schweiz durch  Friedrich Liebling (1893–1982) in der Lehrerweiterbildung. In Amerika wirkte der Adler-Schüler Rudolf Dreikurs (1897–1972). Er publizierte Bücher über individualpsychologisch orientierte Pädagogik.
Während Elemente der äußeren Schulreform (Lehrerkonferenz, Klassenbesprechungen) in den Reformen am Ende des 20. Jahrhunderts wieder auftauchten, scheint die anspruchsvolle innere Schulreform (individualpsychologische Beurteilung der Schülerpersönlichkeit, Erkennen und Korrektur von Fehlhaltungen) bisher nicht in die Lehrerbildung eingeflossen zu sein.

## Rezeption
„Die Wiener Schulreform zählt zu den wenigen Dingen aus der neuen Aera, auf die wir mit Recht stolz sein können. Prinzipiell wenigstens und im großen ganzen ist hier ein Werk geschaffen worden, das heute schon überall, wo man Sinn für gesunde Neuerungen hat, anerkannt wird. Man kann ruhig sagen, daß so mancher Staat, dem es wirtschaftlich besser geht, uns um dieses geistigen Gewinnes beneidet.“